# AEG B.III
O AEG B.III foi um avião de reconhecimento biplano, monomotor alemão de dois lugares (sem armamento) utilizado pela Luftstreitkräfte na Primeira Guerra Mundial, a partir de 1915.
Esse modelo, produzido em pequeníssima quantidade, era uma evolução do B.I e do B.II, com uma nova empenagem mas se mostrou apenas "adequado". Ele foi colocado em serviço nas tarefas de reconhecimento e treinamento em 1915, e foi logo substituído, por aviões armados.